# 전하이교
전하이교(镇海桥, 진해교)는 중화인민공화국 안후이성 황산시 툰시구에 있었던 다리로, 첸탕강의 지류인 시안강을 건너는 다리였다. 명나라 때인 1536년(가정 15년) 세워졌다는 이야기가 있다. 《휴녕지(休寧志)》(1491)에 기록된 ‘둔계교(屯溪橋, 툰시교)’가 이 다리를 부르는 말이라는 주장도 있다. 2019년 전국중점문물보호단위로 지정되었으나, 2020년 7월 7일 중국 남부지방 홍수로 유실되었다.

## 사진

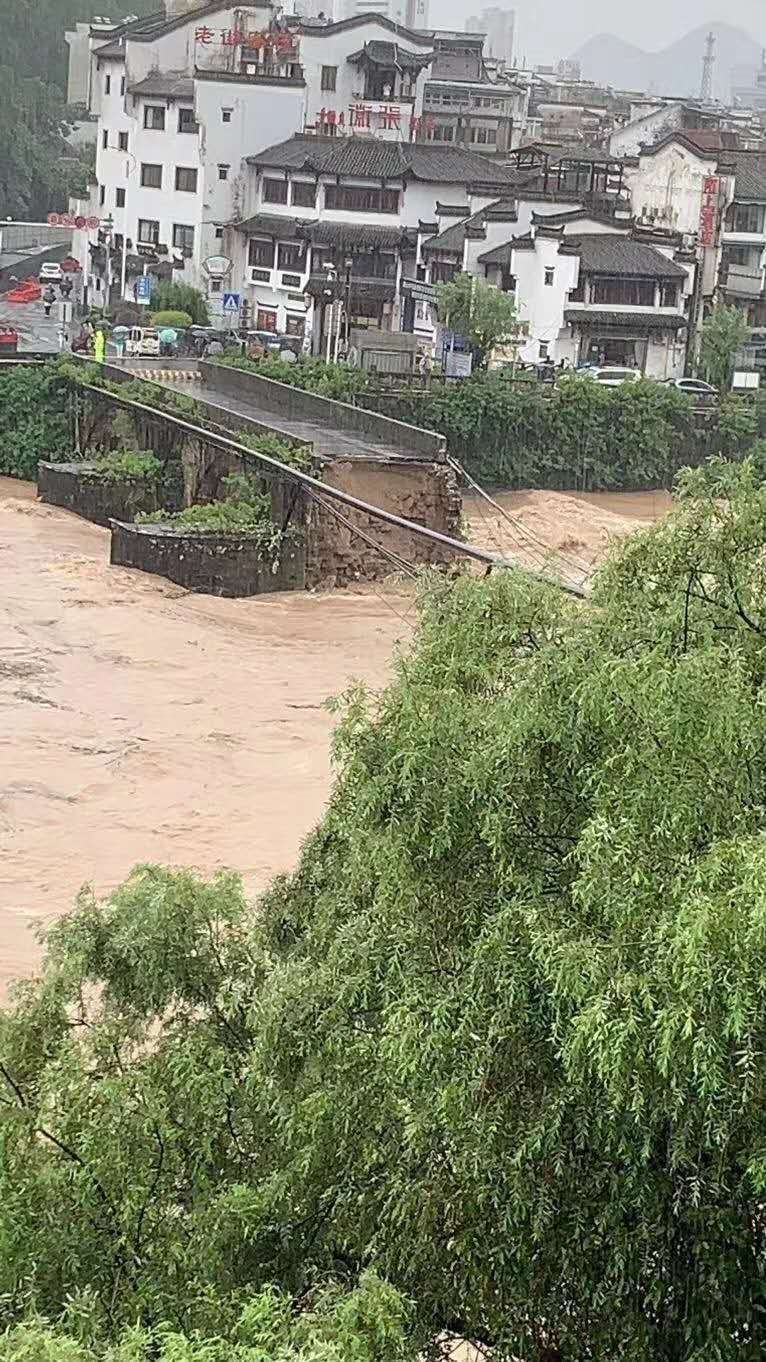
유실된 다리